# Solenidium
Solenidium là một chi thực vật có hoa trong họ, Orchidaceae.